# Claude Jacquot
Pour les articles homonymes, voir Jacquot.
Claude Jacquot, né le 30 janvier 1948 à Rambervillers (Vosges), est un homme politique français.

## Biographie
Professeur de collège de profession, Claude Jacquot devient le 1er juin 1997 député de la 2e circonscription des Vosges en remplacement de Christian Pierret, nommé membre du Gouvernement. Son mandat a débuté le 5 juillet 1997 et s'est terminé à la fin de la XIe législature, le 18 juin 2002. 
Il siège sur les bancs du groupe socialiste.
Lors du scrutin de 2002, Claude Jacquot est battu par l'ancien député Gérard Cherpion en recueillant 47,47 % des suffrages exprimés contre 52,53 % pour le candidat UMP. Au premier tour, il est déjà distancé avec 30,98 % des voix contre 38,64 % pour le candidat de la droite.

## Détail des mandats et fonctions
- 1989 - 2008 : Maire de Fraize
- 1997 - 2002 : Député de la 2e circonscription des Vosges
- 1997 - 2008 : Président de la communauté de communes de la Haute Meurthe
- 1998 - 2002 : Conseiller général du canton de Fraize
- 2001 - 2008 : Président du Pays de la Déodatie